# Kasai Canoe Slalom Centre
Il Kasai Canoe Slalom Centre (葛西カヌースラロームセンター?, Kasai kanūsurarōmusentā) è un campo di regata artificiale situato nel quartiere Edogawa di Tokyo e costruito in occasione dei Giochi della XXXII Olimpiade.

## Storia
I lavori di costruzione dell'impianto, dal costo stimato di 7 miliardi di yen, sono iniziati nell'agosto 2017, in un terreno adiacente al parco di Kasai Rinkai. Il percorso per le gare è stato completato nel maggio 2019 e il 6 luglio è stato ufficialmente inaugurato. Il resto delle strutture dell'impianto sono state invece completate nel dicembre 2019.
Dopo uno slittamento di un anno a causa della pandemia di COVID-19, tra il 25 e il 30 luglio 2021 l'impianto ha ospitato le competizioni di canoa/kayak slalom dei Giochi della XXXII Olimpiade.

## Caratteristiche
L'impianto, il primo del suo genere costruito in Giappone, è composto da due percorsi, uno per le gare e uno per il riscaldamento. Il percorso per le gare è lungo 200 metri, largo 10 metri e profondo 1,5 metri, il dislivello è di 4,5 metri con una pendenza media di circa il 2%. Il percorso per il riscaldamento è invece lungo 180 metri. L'impianto contiene 18 000 m³ di acqua ed è dotato di quattro pompe in grado di pompare fino a 4 m³ di acqua al secondo. Per i giochi olimpici erano state realizzate delle tribune temporanee in grado di ospitare fino a 7 500 spettatori.